# Molschleben
Molschleben est une commune allemande de l'arrondissement de Gotha en Thuringe, faisant partie de la communauté d'administration Nesseaue.

## Géographie

Situation de la commune (en rouge) dans l'arrondissement de Gotha

Molschleben est située au nord-est de l'arrondissement, dans le bassin de Thuringe, au sud des collines de Fahner, sur la rive droite de la Nesse à 10 km au nord-est de Gotha, le chef-lieu de l'arrondissement.
Goldbach appartient à la communauté d'administration Nesseaue (Verwaltungsgemeinschaft Nesseaue).
Communes limitrophes (en commençant par le nord et dans le sens des aiguilles d'une montre) : Eschenbergen, Gierstädt, Bienstädt, Tröchtelborn, Friemar et Bufleben.

## Histoire
Magolfeslebo est cité dans une liste de marchandises concernant l'abbaye de Hersfeld datant de Lull, premier évêque de Mayence, c'est pourquoi la date de 786, correspondant à la mort de celui-ci, est généralement choisie comme première mention de Molschleben. des chevaliers de Molschleben sont signalés aux alentours de l'an 1000, leur lignée s'éteint en 1438.
De 1351 à 1737, Molschleben appartient aux Witzleben qui vendent leur domaine seigneurial à 22 habitants du village en 1737. En 1739, les villageois rachètent au duc de Gotha le droit de justice et le droit de brassage. Durant la Guerre de Trente Ans- (1618-1648), les deux-tiers des habitants de Molschleben périssent.
Le village souffre beaucoup de la présence des soldats français de Charles de Rohan-Soubise pendant la Guerre de Sept Ans en 1757, avant et après la bataille de Rossbach.
Friemar fait alors partie du duché de Saxe-Cobourg-Gotha (cercle de Gotha).
En 1922, après la création du land de Thuringe, Friemar est intégrée au nouvel arrondissement de Gotha avant de rejoindre le district d'Erfurt en 1949 pendant la période de la République démocratique allemande jusqu'en 1990.

## Démographie
Commune de Molschleben :
| 1871 | 1910  | 1925  | 1933  | 1939  | 1950  | 1971  | 1995  | 2000  |
| ---- | ----- | ----- | ----- | ----- | ----- | ----- | ----- | ----- |
| 916  | 1 002 | 1 089 | 1 083 | 1 098 | 1 602 | 1 353 | 1 125 | 1 156 |

| 2005  | 2010  | - | - | - | - | - | - | - |
| ----- | ----- | - | - | - | - | - | - | - |
| 1 128 | 1 112 | - | - | - | - | - | - | - |

## Politique
À l'issue des élections municipales du 7 juin 2009, le Conseil municipal, composé de 12 sièges, est composé comme suit :
| Parti     | Nombre de conseillers | Pourcentage de voix |
| --------- | --------------------- | ------------------- |
| CDU       | 8                     | 65,2 %              |
| Die Linke | 3                     | 25,4 %              |
| SPD       | 1                     | 9,4 %               |

## Communications
La commune est traversée par la route L1027 Gotha-Bad Tennstedt. La L2145 se dirige au sud vers Friemar et au nord-ouest vers Escchenbergen et Ballstädt.